# Laxative Souls
Laxative Souls, conosciuto anche con la contrazione LXSS, fu uno dei primissimi progetti di musica post-industriale della scena italiana. Nato nei primissimi anni'80 in provincia di Ascoli Piceno, secondo molti critici fu cronologicamente secondo solo a M.B.. Per le copertine venivano spesso usate immagini dal forte contenuto prese da Il flagello della svastica di Edward Frederick Langley Russell.

## Storia del gruppo

### Nascita e stile di Laxative Souls
Il progetto nasce a Porto d'Ascoli nel 1980, dalla mente di Roberto Marinelli e prende il nome dal concetto cattolico e dantesco di Anime purganti, la cui traduzione letterale non trova riscontro nella lingua inglese, generando così un nonsenso. La sua musica è un misto di rabbia elettronica, distorsioni vocali, musica concreta, feedback generati da auto assemblaggi di circuiti elettrici e cut-up di documentari, registrazioni e proclami radiofonici. Meno disumanizzante di Maurizio Bianchi, le composizioni di LXSS sembrano più legate ad un'interpretazione emotiva dell'organismo sociale, la dove nell'evoluzione dei brani e degli album sembra elaborare uno sviluppo quasi narrativo del materiale sonoro.

### 1982:"Twist And Decease"
Il primo album a nome LXSS uscì dopo due anni di estenuante ricerca e costruzione di semples, per la Multiple Configuration, etichetta dello stesso Roberto Marinelli, per la quale incidevano anche T.A.C., Tasaday, Maze 1066 e Luca Miti. In "Twist And Decease" Marinelli ripercorre una serie di morti violente che hanno attraversato l'universo storico, politico e sociale del '900, utilizzando uno stile quasi documentaristico. Da Umberto I di Savoia ucciso dall'anarchico Gaetano Bresci ad Aldo Moro ucciso dalle Brigate Rosse, dall'incidente aerospaziale di Vladimir Michajlovič Komarov agli stermini di massa dei campi di concentramento, le narrazioni si sviluppano a volte seguendo prove documentali ed elaborando composizioni attorno a registrazioni, interviste e documenti vocali concernenti gli eventi stessi ("U.I.K.?", "Niccolai"), altre volte in modo emozionale, attraverso un susseguirsi di "immagini sonore" e suggestioni ("Off Kamarov"). Nelle sue evoluzioni narrative poi, Marinelli non sembra dare mai valore alla spettacolarizzazione catastrofica da cronaca nera, cercando invece di mantenere la massima lucidità critica nel trattamento poetico degli avvenimenti.
Tra il 1982 ed il 1983 LXSS partecipò poi a diverse compilazioni e tra queste sono da ricordare "Crusade", curata da Gary Mundy dei Ramleh e pubblicata per la Broken Flag, "Italiano Industriale", curata da Vittore Baroni e pubblicata dalla Area Condizionata e "Strandlek" curata da Roger Karlsson e pubblicata per la Selbstmord Organización, embrione della futura Cold Meat Industry.
Nella notte tra il 7 e l'8 febbraio 1983 Marinelli registrò poi "The Murderer Embryo Development", una cassetta demo autoprodotta che distribuì in proprio.

### 1984-1986: Da"Desinfektionsraum"a"Tabu"
Nel 1984 Marinelli dà alle stampe l'album dal titolo "Desinfektionsraum", album incentrato sulla soluzione finale della questione ebraica e più in particolare sul campo di sterminio di Auschwitz, in cui, secondo Ambrosini, la fusione tra elaborazione poetico-sonora delle immagini e narrazione documentaristica raggiunge l'apice compositivo, riuscendo anche a tracciare un nesso tra quei misfatti e l'incapacità della nostra società nell'analizzare in modo non retorico un qualsivoglia evento. L'album fu poi stampato per il mercato inglese dalla Recloose Organisation, etichetta della band di musica sperimentale Bourbonese Qualk.
Sempre nel 1984 LXSS compone 4 tracce per lo split album dal titolo "Pvon Musik", condiviso con il giapponese Eguti Masaki (in arte Masaki) uscito per la nipponica Stratosphere Music.
È poi dello stesso anno l'album "Tabu" in cui Marinelli realizza un disco-oggetto con un vinile completamente verniciato d'oro che genera un fragore sonoro che mette anche a rischio la puntina del giradischi. Nelle note presenti in copertina si legge: "Resta così una musica indefinita nel fragore di un oceano insondabile o, più precisamente, di uno spazio vergine dell'intelletto, consegnato alla sfera d'azione dell'altro". "Tabu" fu l'ultimo atto del progetto Laxative Souls, a cui seguì il progetto parallelo Evitaxal, con cui Marinelli però realizzò solo una manciata di brani prima di abbandonare definitivamente la strada della composizione musicale e rumoristica.
Sono di questo periodo di passaggio le partecipazioni a compilazioni come "Trial By Ordeal" per la Broken Flag, "Grausame Vorstellung - Pianeti Di Lana" curata da Mauro Guazzotti della Technological Feeling, "The Extinction", che uscì come allegato al numero 7 della fanzine The Scream ed "Anti Music For Snobism" curata dal giapponese Hitomi Arimoto degli Yellowhouse per la propria etichetta Beast 666 Tapes ed allegata all'omonima fanzine.

### 1986-2013: La fine, le compilazioni e le ristampe
Nel 1986 LXSS smise di produrre. Rimasero però gli echi di quell'esperienza nella scena underground internazionale, con un crescente interesse sul lavoro di Marinelli, che nel tempo ricevette molte richieste per ristampare il vecchio materiale: "I giapponesi sono i primi che mi hanno riesumato, direi, più che riscoperto" offrendo fin dal 2002 la loro disponibilità alla pubblicazione. Attualmente i dischi di LXSS sono ristampati dall'americana Trash Ritual.

### 2013: Rinascita di LXSS ed Evitaxal
Esce nel 2013, dopo circa 26 anni di silenzio, per la label Custom Body Records e distribuito da Final Muzik nuovo materiale di Laxative Souls in uno split con un altro progetto power electronics Le Cose Bianche dal titolo: "Chrome Ti Vi Transparencies/Self Report Deaf". Il doppio cd raccoglie materiale registrato nel 1984 e usato unicamente in due serate e nel contesto della rassegna "Art/Video - dall'Underground al Multimedia" a L'Aquila nel 1985. Nell'Autunno del 2015 esce per Old Europa Cafe un nuovo lavoro di Roberto Marinelli, questa volta a nome Evitaxal, sempre in coppia con L.C.B. Il CD si chiama "Circulated" e raccoglie materiale inedito per entrambi i progetti. Per Evitaxal si tratta di una nuova pubblicazione dopo quasi trenta anni di silenzio.

## Discografia

### Album
- 1982 - Twist And Decease (Cassetta C60, Multiple Configuration)
- 1983 - The Murderer Embryo Development (Cassetta, autoprodotta)
- 1984 - Desinfektionsraum (Cassetta C60, Multiple Configuration - edizione inglese Recloose Organisation)
- 1984 - Tabu (LP, Multiple Configuration)
- 2010 - Twist And Decease/Desinfektionsraum (The Definitive) (2xCD, Trash Ritual)

### Split album
- 1984 - LXSS / Masaki - Pvon Musik (Cassetta, Stratosphere Music)
- 2013 - Laxative Souls/Le Cose Bianche (L.C.B.) - Chrome Ti Vi Transparencies / Self Report Deaf (2xCDr, Custom Body Records)
- 2015 - Evitaxal/Le Cose Bianche (L.C.B.) - Circulated (CD, Old Europa Cafe)
- 2016 - Laxative Souls/Evitaxal - Riven Nights (2xcassette, Luce Sia)

### Compilation
- 1983 - Italiano Industriale - con il brano Unse'X'Enogamy (Cassette C60, Area Condizionata)
- 1983 - Crusade - con i brani Morboso A Roma (Cassetta C45, Broken Flag)
- 1984 - Strandlek - con il brano Bryseri Half Anticipation (Cassetta C120, Selbstmord Organización)
- 1984 - Grausame Vorstellung - Pianeti Di Lana - con il brano Bryseri Half Anticipation e Coro Interstellare (Cassetta, Technological Feeling)
- 1984 - Trial By Ordeal - con U.I.K. [Pt.1] (Cassetta, Broken Flag)
- 1984 - The Extinction - con il branoBryseri Half Anticipation (Cassetta C60, allegato alla fanzine The Scream)
- 1985 - Anti Music For Snobism - con il branoBryseri Half Anticipation (Cassetta C90, Beast 666 Tapes)
- 1985 - It's My (The) Age - con Disinfectionsraum (Cassetta, Compact Cassette Echo)
- 2007 - Hate Songs - con De Calura Sonorum (Cassetta, Hate Song)
- 2013 - Mutazione (Italian Electronic & New Wave Underground 1980-1988) - con il brano Niccolai (2xCD, Strut)
- 2013 - Destination Morgue VI - con il brano Sovversione (CDr, Butcher's House Prod., Misty Circles, Stahlwerk Radio